# Station Fukai
Station Fukai (深井駅, Fukai-eki) is een treinstation in de wijk Naka-ku in de Japanse stad Sakai. Het wordt aangedaan door de Semboku-lijn. Het station heeft twee sporen, gelegen aan een enkel eilandperron.

## Treindienst

### Semboku-lijn(stationsnummer SB02)
| 1 | ■ Semboku-lijn | richting Izumi-Chūō                      |
| 2 | ■ Semboku-lijn | richting Nakamozu, Sakaihigashi en Namba |

## Geschiedenis
Het station werd in 1971 geopend.

## Overig openbaar vervoer
Bussen van Nankai.

## Stationsomgeving
- Stadseelkantoor van Naka-ku
- Sakai opvoedkundig en cultureel centrum
  - bibliotheek van Naka-ku
  - Planetarium
- Fujita-ziekenhuis
- Tweede Hanwa Semboku-ziekenhuis
- Daily Yamazaki
- Life
- Izumiya (supermarkt)
- Mandai (supermarkt)
- Gourmet City (supermarkt)
- Konomiya (supermarkt)
- Japan (drogisterij)
- Mizugaike-park
- Karin-tempel

Nakamozu · Fukai · Izumigaoka · Toga-Mikita · Kōmyōike · Izumi-Chūō